# فرشاتي اللسان
فرشاتي اللسان (الاسم العلمي: Trichoglossus) هو جنس من الببغاوات يتبع قبيلة اللُّورِيَات ضمن الفصيلة الدُّرِّيَّة، تتميز أعضاءه بأنها متعددة الألوان حتى أنها يسمى بالألمانية Allfarblori «ببغاء جامع للألوان».

## انتشاره ومعيشته

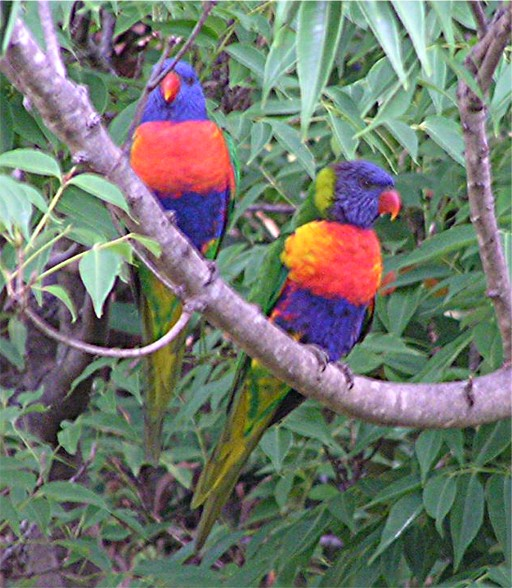

يعيش الببغاء الفرشاتي اللسان أساسًا على الأشجار ولا يهبط إلى الأرض إلا في حالات نادرة. يتغذى من رحيق الأزهار ومن الفواكه الرخوة والبذور. يعيش الببغاء الفرشاتي اللسان في مناطق سولاوسي وجزر سوندا ومن غينيا الجديدة إلى أستراليا، كما ينتشر في جزر سليمان وميكرونيزيا.
وتوجد منه أنواع كثيرة .

## اقرأ أيضًا
- ببغاء